# STOGIT
Stoccaggi Gas Italia S.p.A., meglio nota attraverso l'acronimo STOGIT, è un'azienda italiana, controllata al 100% da Snam, attiva come operatore nello stoccaggio del gas naturale.

## Storia
Stogit è stata fondata il 31 ottobre 2001, ricevendo le attività di stoccaggio di gas naturale di Eni e di Snam, in ottemperanza alla Legge 164 del 23 maggio 2000 in tema di liberalizzazione del mercato del gas che prevedeva la separazione dello stoccaggio del gas dalle attività di importazione, esportazione, trasporto e dispacciamento, distribuzione e vendita (per il testo integrale della legge vedi qui).
Dal luglio 2002 la società si è dotata di un sistema di gestione integrato HSE per la politica ambientale, che è stato certificato da RINA per la UNI EN ISO 14001. Il 12 febbraio 2009 ENI vende il 100% di Stoccaggi Gas Italia S.p.A. a Snam Rete Gas per 1,65 miliardi di euro.

## Attività
Stogit provvede allo stoccaggio e all'immagazzinamento del gas naturale in 9 centri, tutti interconnessi direttamente con la rete nazionale, gestita da Snam Rete Gas. Tutti i siti sono ex-giacimenti naturali di metano, in reservoir clastici costituiti da trappole strutturali costituite da anticlinali a cui talora sia aggiungono condizioni di trappola sedimentaria, scoperti a partire dal secondo dopoguerra e sfruttati fino ad essere depletati, riadattati e convertiti per l'attività di stoccaggio, con l'installazione di infrastrutture adeguate a questo scopo.
I campi di stoccaggio posseduti e gestiti da Stogit sono i seguenti:
- Bordolano: in cui lo stoccaggio è iniziato nel 2015, con 4 pozzi attivi con profondità media di 1700 m ed uno di monitoraggio, con un impianto di trattamento LTS, potenza di compressione di 23,3 Mw , portata massima in erogazione di 10 milioni di standard metri cubi al giorno;
- Brugherio: in realtà la centrale di stoccaggio si trova nel comune di Cinisello Balsamo ed ha iniziato l'attività nel 1966; 8 pozzi, con una profondità di 1.100 metri, disidratazione del gas con il Low Temperature Separator, potenza di compressione 19,8 Mw, portata massima in erogazione di 10 milioni di standard metri cubi al giorno;
- Cortemaggiore: due gruppi di pozzi, i primi attivati nel 1964, i secondi perforati nel 1991; in tutto 37 pozzi, con una profondità di 1.500 metri, disidratazione del gas con glicole trietilenico, potenza di compressione 61,1 Mw, portata massima in erogazione di 24 milioni di standard metri cubi al giorno;
- Montalfano: si trova nel comune di Cupello ed ha iniziato l'attività nel 1982, con un ampliamento nel 1991; 54 pozzi, con una profondità di 1.200 metri, disidratazione del gas con glicole trietilenico, potenza di compressione 61,75 Mw, portata massima in erogazione di 72 milioni di standard metri cubi al giorno: è la centrale più grande in Europa settentrionale;
- Minerbio: stoccaggio aperto nel 1975; 51 pozzi, con una profondità di 1.300 metri, disidratazione del gas con glicole trietilenico, potenza di compressione 64,4 Mw, portata massima in erogazione di 63 milioni di standard metri cubi al giorno;
- Ripalta Cremasca: a cavallo con il comune di Ripalta Guerina, aperto nel 1967; 35 pozzi, con una profondità di 1.500 metri, disidratazione del gas con glicole trietilenico, potenza di compressione 46.54 Mw, portata massima in erogazione di 30,5 milioni di standard metri cubi al giorno;
- Sabbioncello: nel comune di Tresigallo, aperto nel 1985; 31 pozzi, con una profondità di 1.100 metri, disidratazione del gas con glicole trietilenico, potenza di compressione 21,76 Mw, portata massima in erogazione di 22,5 milioni di standard metri cubi al giorno;
- Sergnano: aperto nel 1965; 34 pozzi, con una profondità di 1.300 metri, disidratazione del gas con glicole dietilenico, potenza di compressione 44,63 Mw, portata massima in erogazione di 58,5 milioni di standard metri cubi al giorno;
- Settala: aperto nel 1986, opera con una pressione superiore del 3% rispetto alla pressione originaria di giacimento; 28 pozzi, con una profondità di 1.150 metri, disidratazione del gas con glicole trietilenico, potenza di compressione 21,31 Mw, portata massima in erogazione di 43,2 milioni di standard metri cubi al giorno.